# Euroligue de basket-ball
Ne doit pas être confondu avec EuroLeague Basketball.
L’Euroligue de basket-ball (EuroLeague), officiellement Turkish Airlines EuroLeague pour des raisons de nommage, et anciennement dénommée Coupe des champions européens (de sa création en 1958 jusqu'en 1991), est une compétition annuelle de basket-ball masculin. Organisée par Euroleague Basketball, c'est la compétition interclubs la plus prestigieuse en Europe et son vainqueur est, de ce fait, sacré champion d'Europe.
Elle se dispute dans un système de ligue semi-fermée regroupant 18 équipes, 11 d'entre elles bénéficiant d'une licence leur assurant une place pendant plusieurs saisons,. Elle est en concurrence avec la Ligue des champions de basket-ball, organisée par la FIBA Europe, qui sélectionne les équipes en fonction de leur classement national lors de la saison précédente.
La compétition se déroule en deux phases : une saison régulière sous forme de championnat opposant toutes les équipes, puis un tournoi à élimination directe culminant lors du Final Four, où les 4 dernières équipes en lice se disputent le titre sur un week-end.

## Historique

### La naissance de la Coupe des champions
Le journal L'Équipe est généralement considéré comme l'initiateur de l'idée d'une compétition européenne des clubs. Des discussions se tiennent pendant le championnat d'Europe 1957 qui a lieu en Bulgarie, au sein d'une commission regroupant le Yougoslave Borislav Stanković, l'Espagnol Raimundo Saporta, le Français Robert Busnel, le Tchécoslovaque Miloslav Kříž et le Soviétique Nikolaï Semachko.
Le résultat de cette commission est la création d'une compétition regroupant les clubs champions de leur championnat national. Le journal français fournit le trophée pour la première édition, dont la finale se déroule en 1958, et qui regroupe 22 équipes. Le club soviétique de ASK Riga est le premier vainqueur, battant en deux manches le représentant bulgare Academic Sofia. Dès cette première édition, la politique internationale a des répercussions sur la compétition : lors des demi-finales, le Real Madrid n'est pas autorisé par Franco à se rendre en URSS. La FIBA déclare le club soviétique vainqueur de la série par 2 victoires à 0.
La deuxième édition voit de nouveau des événements extra sportifs décider du vainqueur : Simenthal Milan est déclaré vaincu en deux manches par le club cairoteĺ de Gezira. Cette décision de la FIBA fait suite au refus des Italiens d'évoluer sur un terrain en extérieur en Égypte. La finale oppose les deux finalistes de la première édition, Riga et Sofia. Riga remporte les deux rencontres et conserve son trophée.
Lors de la troisième édition, un deuxième club soviétique est autorisé à participer à la compétition : Dinamo Tbilissi. La finale voit s'opposer les deux clubs soviétiques, toujours au bénéfice du club de Riga qui remporte son troisième trophée consécutif.
La saison suivante, la FIBA trouve enfin une solution aux problèmes politiques. Les matchs posant problème sont ainsi disputés sur terrain neutre : c'est ainsi que le Real Madrid échoue en demi-finale face au club de Riga : le match aller, disputé à Paris, voit la victoire du club espagnol, mais le club soviétique refait son retard lors du match retour à Prague et s'impose aisément, s'octroyant ainsi le droit de disputer sa quatrième finale consécutive. De nouveau, celle-ci oppose deux clubs d'URSS, le CSKA Moscou, qui met un terme à la domination du club de Riga sur le basket-ball européen.
La saison suivante, la montée en puissance du Real sur la scène européenne se confirme : le club espagnol atteint la finale. Mais de nouveau, le club madrilène se voit confronter à des problèmes politiques, Franco refusant toujours de donner l'autorisation au Real de se rendre sur le sol soviétique pour affronter Tbilissi. Cet obstacle est finalement contourné par le versement de la somme de 200 000 dollars par le club espagnol au club soviétique afin que celui-ci accepte de disputer le titre sur une finale disputée sur une seule rencontre et sur terrain neutre. La rencontre se dispute finalement à Genève, et Tbilissi, par sa victoire 90-83, confirme la domination du basket-ball soviétique sur la scène européenne.
Le Real retrouve la finale lors de la saison suivante. Il se voit opposer à un autre club soviétique, le CSKA Moscou. La finale aller, disputée à Madrid, voit le Real prendre un avantage conséquent grâce à une victoire de 17 points. Le match retour est le premier d'un club espagnol sur le sol soviétique : Moscou remporte la partie, mais surtout comble son retard, l'emportant également de 17 points. Une belle, disputée de nouveau à Moscou au lendemain du match retour, donne le titre au CSKA.
Le Real remporte enfin son premier trophée dans cette compétition la saison suivante, en 1964. Il remporte la finale face au club tchèque du Spartak de Brno. Le Real, grâce à une victoire de 20 points lors du match retour à Madrid, comble son retard de 11 points. Lors de cette même saison, la compétition souffre de l'absence du CSKA Moscou, dont les joueurs composent la majorité de l'équipe d'URSS. Or celle-ci a réquisitionné ses joueurs pour préparer la prochaine échéance olympique de Tokyo.
Le Real, en conservant son trophée lors de la saison suivante, confirme sa prise du pouvoir au sein du basket-ball européen. Cela est d'autant plus convaincant que les Madrilènes battent le CSKA de retour sur la scène européenne.
À partir de la saison suivante, la finale se dispute sur une seule rencontre. Celle-ci oppose deux équipes inédites à ce stade de la compétition, le Simenthal Milan et le club du Slavia Prague. La finale disputée en Italie à Bologne, voit la victoire du club de Milan sur le score de 77 à 72.
Milan rejoint de nouveau la finale la saison suivante. Cette fois le club italien se voit opposer au Real. Celui-ci a l'avantage d'évoluer à domicile, la finale se déroulant à Madrid, et remporte son troisième titre sur le score de 91 à 83.
Dès la saison suivante, le Real enrichit son palmarès d'un quatrième titre en battant le Spartak de Brno.
Puis, en 1969, une nouvelle rencontre CSKA-Real figure au programme de la finale de Barcelone. Cette fois, le titre revient aux Soviétiques qui remportent la rencontre sur le score de 103 à 99 après une double prolongation.

### Les années 1970-1980: le grand Varèse

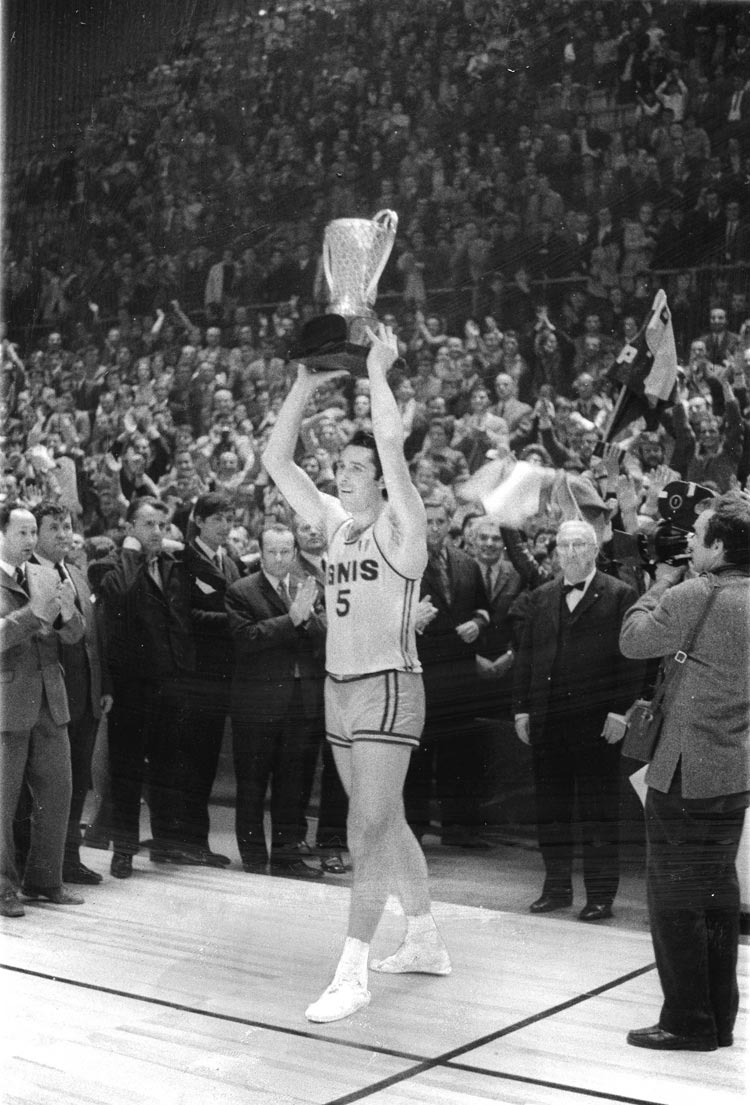
Ottorino Flaborea brandit le premier trophée de Varèse en 1970.

La finale de 1970 à Sarajevo voit un nouveau venu, le club italien de l'Ignis Varèse, atteindre le stade final de la compétition. Les Italiens se voient opposer à un habitué des finales, le CSKA Moscou, mais remportent finalement leur premier trophée sur le score de 79-74.
Cette première victoire est le début de la domination du club italien sur le basket-ball européen. Varèse dispute dix finales consécutives, remportant au passage cinq titres. Le pivot italien Dino Meneghin dispute ces dix finales. L'un de ses principaux rivaux est le CSKA : celui-ci prend sa revanche lors de l'édition de 1971, puis perd en 1973.
En 1973, c'est le club yougoslave de Yugoplastika Split qui dispute le titre aux Italiens, ceux-ci l'emportant d'un seul point à Tel Aviv.
L'autre grand rival de Varèse durant cette période est le Real. Les deux clubs se disputent le titre lors des trois finales suivantes, le Real remportant l'édition de 1974, Varèse les deux suivantes.
En 1977, un nouveau club s'inscrit au palmarès de la compétition : le Maccabi Tel Aviv bat Varèse sur le score de 78 à 77.
Une nouvelle finale Real-Varèse figure au programme de l'édition 1978. Le Real remporte son sixième titre, devenant le club le plus titré de la compétition.
La finale de 1979 est la dernière finale de Varèse. Lors de celle-ci, le club italien échoue face au KK Bosna de Sarajevo.
Le Real retrouve de nouveau le stade de la finale la saison suivante, rencontrant le Maccabi Tel Aviv. Grâce à une victoire 89 à 85 à Berlin, le Real remporte son septième titre européen.

### Les années 1980-1990
La saison suivante, le Maccabi arrive à remporter le titre face à un club italien, Sinudyne Bologne. Puis c'est le début d'une domination du basket-ball italien sur le basket-ball européen. Les deux saisons suivantes, Cantù remporte le titre face au Maccabi, puis face à un autre club italien Billy Milan. C'est ensuite au tour de Banco di Roma d'ajouter son nom au palmarès face au FC Barcelone.
Le Cibona Zagreb, avec Dražen Petrović, remporte les deux titres suivants, face au Real Madrid, qu'il rejoint en 1986, et le Žalgiris Kaunas, club de l'autre star du basket-ball européen Arvydas Sabonis. La confrontation entre les deux stars tourne à l'avantage de Petrović qui réussit 22 points alors que Sabonis reçoit cinq fautes lors de la première mi-temps.
L'année suivante, la finale voit s'affronter deux clubs habitués de ce stade de la compétition : les Italiens de Tracer Milan sont opposés aux Israéliens du Maccabi Tel Aviv. Ces deux équipes ont terminé en tête de leur poule de six, au cours desquelles la surprise est venue d'une petite ville française, Orthez (8 000 habitants), qui a battu à domicile ses cinq concurrents mais a aussi réussi l'exploit de s'imposer sur la parquet du Real Madrid (95-87, avec en particulier 9 paniers à 3 points du meneur Freddy Hufnagel, qui inscrit 31 points), échouant de peu à se qualifier pour la finale (troisièmes avec 16 points). La victoire est finalement remportée par les Italiens sur le score de 71 à 69.
À partir de la saison 1987-1988, la compétition se termine par un carré final (en anglais « Final Four »). La première édition de ce Final Four se déroule à Gand et voit s'affronter le Maccabi Tel Aviv face au Partizan Belgrade d'une part, et Milan face à l'Aris Salonique d'autre part. Le Maccabi et Milan se qualifient pour la finale. Comme la saison précédente, le club italien remporte la rencontre.
Le Final Four de 1989 voit le club de Yugosplatika Split atteindre le Final Four. Les experts donnent peu de chance à cette équipe composée de jeunes joueurs de pouvoir inscrire son nom au palmarès face à de grands clubs européens comme Barcelone, que Split doit rencontrer en demi-finale, ou les Grecs de Salonique de Níkos Gális qui rencontrent le Maccabi. Split se débarrasse de Barcelone puis remporte la finale face au Maccabi sur le score de 75-70.
L'équipe de Božidar Maljković, avec des individualités comme Toni Kukoč, Dino Rađa ou Velimir Perasović, confirme dès la saison suivante, remportant le Final Four de Saragosse. En demi-finale, Split élimine sèchement les Français de Limoges avant d'empêcher Barcelone de remporter pour la première fois cette compétition.

### Les années 1990-2000
Malgré quelques départs, dont Rađa, Split se présente de nouveau au Final Four de 1991. Après avoir éliminé les Italiens de Pesaro, Split retrouve de nouveau Barcelone, qui a battu le Maccabi. Barcelone est dirigé par l'ancien entraîneur de Split, Maljković, mais cela n'empêche pas le club yougoslave de remporter son troisième titre consécutif. Cet exploit a seulement été réalisé par Riga dans le passé et n'a toujours pas été réalisé depuis.
Le basket-ball yougoslave remporte un quatrième titre avec la victoire du Partizan Belgrade au Final Four d'Istanbul. Ce dernier est d'autant plus remarquable que Belgrade (comme les 2 autres clubs yougoslaves engagés), en raison des événements politiques en Yougoslavie, doit disputer toutes ses rencontres à domicile en dehors du pays. Le Partizan, qui choisira Fuenlabrada en Espagne comme terre d'asile, disputera finalement une seule rencontre à Belgrade, lors des quarts de finale remportés en 3 manches contre l'équipe de Knor Bologne (le premier de la série le 12 mars 1992). En demi-finale, les joueurs du jeune entraîneur Željko Obradović battent les Italiens de Milan puis le club espagnol de Badalone en finale grâce à ses deux arrières Predrag Danilović et Aleksandar Đorđević, avec un « jump shoot » à 3 points de ce dernier sur la sirène.
Le Final Four de 1993 à Athènes voit Maljković emmener un troisième club à ce stade de la compétition, le CSP Limoges. Les Français éliminent le Real Madrid en demi-finale, alors qu'un ancien joueur de Maljković, Kukoč, qualifie son club de Benetton Trévise dans l'autre demi-finale qui l'oppose au club grec de Salonique. Dans une finale hyper défensive, le CSP Limoges remporte le premier titre français dans cette compétition : c'est même le premier titre français dans une compétition européenne de clubs champions tous sports collectifs confondus, quelques semaines avant que l'Olympique de Marseille remporte la Ligue des champions 1992-1993. Kukoč se console avec un troisième titre de MVP du Final Four.
L'année suivante, Željko Obradović, qui avait déjà remporté le titre avec le Partizan, remporte le titre avec le club espagnol de la Joventut Badalona face à l'Olympiakós le Pirée, premier club grec à atteindre la finale. Il remporte de nouveau la compétition l'année suivante avec un autre club espagnol, le Real Madrid, de nouveau face à l'Olympiakós. Le Real remporte son huitième titre, conduit sur le terrain par Arvydas Sabonis qui remporte le titre de MVP du Final Four.
L'année suivante voit un club grec s'inscrire pour la première fois au palmarès de l'épreuve. Cet honneur est réservé au Panathinaïkós, dirigé par... Maljković, qui remporte avec cette victoire son quatrième titre avec trois clubs différents. Ce dernier titre est toutefois l'objet d'une controverse, Stojko Vranković contrant à l'ultime seconde un dernier tir de Barcelone. Or le ballon ayant auparavant touché le panneau, le panier aurait dû être accordé, ce qui aurait donné le titre aux Espagnols
Le basket-ball grec assoit sa domination sur la scène européenne avec la victoire des rouges de l'Olympiakós en 1997. Le club grec élimine Union Olimpija en demi-finale, puis le FC Barcelone sur le score sans appel de 73 à 58 en finale. C'est la première édition qui porte le nom d'Euroligue.
Le club italien de Kinder Bologne, dirigé par Ettore Messina, ajoute un nouveau nom au palmarès de la compétition en 1998.
L'année suivante, c'est le club lituanien de Žalgiris Kaunas qui empêche le club d'Ettore Messina de réaliser le doublé.
En 2000, le final four de l'Euroligue se dispute à Thessalonique en Grèce. Le Panathinaïkós y remporte son 2e titre européen en venant à bout du Maccabi Tel Aviv 73 à 67.

### La bataille FIBA-ULEB
En 2000, un nouvel organisme prend de l'ampleur : l'ULEB. Celui-ci, qui est une association des ligues professionnelles européennes, se plie bien souvent à la volonté de la plupart des très grands clubs européens, plus particulièrement les Italiens et les Espagnols. Cette ligue, indépendante de la FIBA, crée pour la saison 2000-2001 une nouvelle compétition : l'Euroligue.
Celle-ci verra la victoire du Kinder Bologne, tandis que la compétition toujours organisée par la FIBA, la Suproligue, verra la victoire du Maccabi Tel Aviv.
La compétition est depuis lors coorganisée par la FIBA, bien que ce soit l’ULEB qui en soit majoritairement représentative au point que l'on appelle parfois la compétition ULEB Euroleague.

### Les années 2000
Après la saison 2000-2001 et ses deux compétitions majeures, le retour à une compétition unique voit les clubs du Panathinaïkós, du Maccabi Tel Aviv, du Benetton Trévise et du Kinder Bologne atteindre le « Final Four » de Bologne. Le Panathinaïkós remporte la finale face à Bologne. Željko Obradović devient l'entraîneur le plus titré dans la compétition majeure européenne, remportant son cinquième titre.
Le Final Four de 2003 se déroule à Barcelone. Le club local, dirigé par Dejan Bodiroga, en profite pour inscrire enfin son nom au palmarès. Les Catalans battent le CSKA Moscou en demi-finale, puis le Benetton Trévise en finale sur le score de 76 à 65.
Tel Aviv est le club hôte du Final Four de 2004. Le Maccabi parvient à s'y qualifier. En demi-finale, il élimine le CSKA puis écrase la Fortitudo Bologne en finale.
La saison suivante, certains estiment que le CSKA Moscou remportera la compétition, d'autant plus que le Final Four se déroule à Moscou. Mais les Espagnols de Tau Vitoria éliminent le club russe en demi-finale avant d'échouer en finale face au Maccabi qui réalise le doublé, ce qui n'a plus été réalisé depuis les victoires de Split.
En 2006, Molten est choisi pour réaliser le ballon officiel de la compétition. Le CSKA Moscou prend sa revanche en remportant cette édition, mettant fin aux espoirs du Maccabi de réaliser le triplé.
Le CSKA Moscou est de nouveau au rendez-vous du Final Four de 2007, qui a lieu dans la salle du Panathinaïkós. Celui-ci, dirigé par Željko Obradović, remporte la finale face au CSKA Moscou sur le score de 93-91.
Le Final Four 2008 de Madrid abrite les festivités commémorant le cinquantenaire de la compétition, qui voit le CSKA Moscou d'Ettore Messina reprendre son trophée en triomphant du Maccabi.
L'année 2009 est l'année de la domination du Panathinaïkós, qui remporte son cinquième titre en finale face au CSKA Moscou sur le score de 73 à 71.
Lors de la saison 2023-2024, le 5 janvier 2024, la rencontre de la 19e journée entre le Real Madrid et l'Anadolu Efes est historique : les Espagnols l'emportent sur le score de 130 à 126 après quatre prolongations. Cette rencontre, la 5711e en Euroligue et la 18e y atteignant la double-prolongation, bat un grand nombre de records de l'histoire de la compétition :
- Le plus de points inscrits par une équipe sur un match : 130 pour le Real et 126 pour l'Anadolu Efes (le précédent record, 123 points, était détenu par le Panathinaïkós Athènes et le Maccabi Tel Aviv) ;
- Le plus de points inscrits par les deux équipes conjointement : 256 points (le précédent record atteignait 232 points lors de la victoire du Panathinaïkós sur la Fortitudo Bologne 118-114) ;
- Le plus grand nombre de points inscrits en prolongations (les quatre périodes de 5 minutes supplémentaires se sont conclues sur le score de 49-45 pour le Real, soit 94 points inscrits) ;
- La plus longue rencontre disputée, avec 60 minutes de temps de jeu effectif (aucune rencontre n'avait connu plus de deux prolongations, ici elles ont duré aussi longtemps que chaque mi-temps) en un peu plus de trois heures (la rencontre a débuté à 20h45 heure locale pour se conclure à 23h48) ;
- La première fois qu'une équipe compte trois joueurs à 25 points marqués ou plus (pour le Real : Musa compte 40 points, Hezonja 31 et Campazzo 25) ;
- La première fois qu'au sein d'une même équipe, quatre joueurs signent une évaluation supérieure à 25 (pour le Real : Musa atteint une évaluation de 46, Tavares 35, Campazzo 30 et Hezonja 26) ;
- Le temps de jeu le plus important pour un joueur : deux joueurs du côté de l'Anadolu Efes sont ainsi les premiers à dépasser la barre des 50 minutes disputées sur un seul match (53 minutes et 11 secondes pour Larkin et 52 minutes et 56 secondes pour Pleiß).

Lors de la saison 2023-2024, le 29 mars 2024, Nigel Hayes établit un nouveau record du nombre de points marqués dans une rencontre d'Euroligue avec 50 points (à 18 sur 27 au tir). Le précédent record était détenu depuis 2019 par Shane Larkin avec 49 points.

## Format de la compétition

### Format résumé
18 équipes s'affrontent en deux phases :
- une saison régulière qualifiant 8 équipes
- une phase finale se déroulant en deux temps :
  - des quarts de finale disputées au meilleur des cinq manches
  - un Final Four, avec demi-finales et finale en manche sèche

### Format détaillé
18 équipes prennent part à la compétition, qui se déroule en deux phases (phase de groupe puis phase finale) :
- la première phase consiste en une saison régulière se disputant sous forme de championnat où chaque équipe affronte successivement les 17 autres en match aller-retour, soit 34 matchs par club. À l'issue de cette saison régulière, les 8 premières équipes du classement de cette poule unique se qualifient pour la phase finale.
- la seconde phase se joue par élimination directe et a lieu en deux temps :
  - d'abord, les 8 équipes qualifiées s'affrontent lors des quarts de finale, les oppositions étant déterminées par le classement de la première phase (le 1er face au 8e, le 4e face au 5e, le 2e face au 7e et le 3e face au 6e). Ces quarts de finale se disputent sous la forme de série au meilleur des cinq matchs, l'équipe la mieux classée ayant l'avantage d'accueillir les deux premières manches et surtout la cinquième, décisive, jouée si nécessaire.
  - les vainqueurs des quarts de finale se retrouvent pour l'ultime étape de la compétition, le Final Four, qui se dispute sur un week-end dans une ville désignée avant la saison. Les quatre clubs encore en lice s'affrontent en demi-finales (les oppositions étant déterminées par le tableau des quarts de finale), match pour la 3e place et enfin finale. Chaque tour se joue en une manche sèche. Le vainqueur de la finale remporte l'EuroLigue et est sacré champion d'Europe.

### Équipes participantes
20 équipes à partir de la saison 2025-2026 prennent part à l'EuroLigue :
- 13 aux détenteurs de licences longue durée ;
- 2 au vainqueur et au finaliste de l'Eurocoupe de la saison précédente ;
- 2 invitations (wild-cards) d'une durée de deux ans ;
- 1 invitation (wild-cards) d'une durée de un an.

| Pays       | Club                                |
| ---------- | ----------------------------------- |
| Espagne    | FC Barcelone                        |
| Espagne    | Real Madrid                         |
| Espagne    | TD Systems Baskonia Vitoria-Gasteiz |
| 🇪🇸 Espagne | Valence basket club                 |
| 🇷🇸 Serbie  | Étoile rouge de Belgrade            |
| 🇷🇸 Serbie  | Partizan Belgrade                   |
| Grèce      | Olympiakós Le Pirée                 |
| Grèce      | Panathinaïkós OPAP Athènes          |
| Israël     | Maccabi Playtika Tel Aviv           |
| 🇮🇱 Israël  | Hapoël Tel Aviv                     |
| Italie     | AX Armani Exchange Milan            |
| 🇮🇹 Italie  | Segafredo Virtus Bologna            |
| Lituanie   | Žalgiris Kaunas                     |
| Turquie    | Anadolu Efes Istanbul               |
| Turquie    | Fenerbahçe Beko Istanbul            |
| Allemagne  | Bayern Munich                       |
| France     | LDLC ASVEL Villeurbanne             |
| 🇫🇷 France  | Paris Basketball                    |
| 🇫🇷 France  | AS Monaco basketball                |
| 🇦🇪 Emirats | Dubaï basketball                    |

## Palmarès
| Année                                                                 | Lieu de la finale | Vainqueur                                            | Finaliste                                            | 1re manche                                           | 2e manche | 3e manche | 4e manche | 5e manche |
| --------------------------------------------------------------------- | ----------------- | ---------------------------------------------------- | ---------------------------------------------------- | ---------------------------------------------------- | --------- | --------- | --------- | --------- |
| Coupe d’Europe des clubs champions : finale en 2 manches aller-retour |                   |                                                      |                                                      |                                                      |           |           |           |           |
| 1958                                                                  | -                 | ASK Riga (1)                                         | Academic Sofia                                       | *86-81                                               | 84-*71    | -         | -         | -         |
| 1959                                                                  | -                 | ASK Riga (2)                                         | Academic Sofia                                       | *79-58                                               | 69-*67    | -         | -         | -         |
| 1960                                                                  | -                 | ASK Riga (3)                                         | Dinamo Tbilisi                                       | 61-*51                                               | *69-62    | -         | -         | -         |
| 1961                                                                  | -                 | CSKA Moscou (1)                                      | ASK Riga                                             | *61-66                                               | 87-*62    | -         | -         | -         |
| 1962                                                                  | Genève            | Dinamo Tbilissi (1)                                  | Real Madrid                                          | 90-83                                                | -         | -         | -         | -         |
| 1963                                                                  | -                 | CSKA Moscou (2)                                      | Real Madrid                                          | 69-*86                                               | *91-74    | *99-80    | -         | -         |
| 1964                                                                  | -                 | Real Madrid (1)                                      | Spartak Brno                                         | 99-*110                                              | *84-64    | -         | -         | -         |
| 1965                                                                  | -                 | Real Madrid (2)                                      | CSKA Moscou                                          | 81-*88                                               | *76-62    | -         | -         | -         |
| Coupe d’Europe des clubs champions : finale à 4 (Final Four)          |                   |                                                      |                                                      |                                                      |           |           |           |           |
| 1966                                                                  | Bologne           | Olimpia Milan (1)                                    | Slavia Prague                                        | 77-72                                                | -         | -         | -         | -         |
| 1967                                                                  | Madrid            | Real Madrid (3)                                      | Olimpia Milan                                        | 91-83                                                | -         | -         | -         | -         |
| Coupe d’Europe des clubs champions : finale en 1 manche sèche         |                   |                                                      |                                                      |                                                      |           |           |           |           |
| 1968                                                                  | Lyon              | Real Madrid (4)                                      | Spartak Brno                                         | 98-95                                                | -         | -         | -         | -         |
| 1969                                                                  | Barcelone         | CSKA Moscou (3)                                      | Real Madrid                                          | 103-99 (a.2p.)                                       | -         | -         | -         | -         |
| 1970                                                                  | Sarajevo          | Ignis Varèse (1)                                     | CSKA Moscou                                          | 79-74                                                | -         | -         | -         | -         |
| 1971                                                                  | Anvers            | CSKA Moscou (4)                                      | Ignis Varèse                                         | 67-53                                                | -         | -         | -         | -         |
| 1972                                                                  | Tel Aviv          | Ignis Varèse (2)                                     | Jugoplastika Split                                   | 70-69                                                | -         | -         | -         | -         |
| 1973                                                                  | Liège             | Ignis Varèse (3)                                     | CSKA Moscou                                          | 71-66                                                | -         | -         | -         | -         |
| 1974                                                                  | Nantes            | Real Madrid (5)                                      | Ignis Varèse                                         | 84-82                                                | -         | -         | -         | -         |
| 1975                                                                  | Anvers            | Ignis Varèse (4)                                     | Real Madrid                                          | 79-66                                                | -         | -         | -         | -         |
| 1976                                                                  | Genève            | Mobilgirgi Varèse (5)                                | Real Madrid                                          | 81-74                                                | -         | -         | -         | -         |
| 1977                                                                  | Belgrade          | Maccabi Tel Aviv (1)                                 | Mobilgirgi Varèse                                    | 78-77                                                | -         | -         | -         | -         |
| 1978                                                                  | Munich            | Real Madrid (6)                                      | Mobilgirgi Varèse                                    | 75-67                                                | -         | -         | -         | -         |
| 1979                                                                  | Grenoble          | Bosna Sarajevo (1)                                   | Emerson Varèse                                       | 96-93                                                | -         | -         | -         | -         |
| 1980                                                                  | Berlin            | Real Madrid (7)                                      | Maccabi Tel Aviv                                     | 89-85                                                | -         | -         | -         | -         |
| 1981                                                                  | Strasbourg        | Maccabi Tel Aviv (2)                                 | Synudine Bologne                                     | 80-79                                                | -         | -         | -         | -         |
| 1982                                                                  | Cologne           | Squibb Cantù (1)                                     | Maccabi Tel Aviv                                     | 86-80                                                | -         | -         | -         | -         |
| 1983                                                                  | Grenoble          | Ford Cantù (2)                                       | Olimpia Milan                                        | 69-68                                                | -         | -         | -         | -         |
| 1984                                                                  | Genève            | Banco di Roma (1)                                    | FC Barcelone                                         | 79-73                                                | -         | -         | -         | -         |
| 1985                                                                  | Le Pirée          | Cibona Zagreb (1)                                    | Real Madrid                                          | 87-78                                                | -         | -         | -         | -         |
| 1986                                                                  | Budapest          | Cibona Zagreb (2)                                    | Žalgiris Kaunas                                      | 94-82                                                | -         | -         | -         | -         |
| 1987                                                                  | Lausanne          | Olimpia Milan (2)                                    | Maccabi Tel Aviv                                     | 71-69                                                | -         | -         | -         | -         |
| Coupe d’Europe des clubs champions : retour au Final Four             |                   |                                                      |                                                      |                                                      |           |           |           |           |
| 1988                                                                  | Gand              | Olimpia Milan (3)                                    | Maccabi Tel Aviv                                     | 90-84                                                | -         | -         | -         | -         |
| 1989                                                                  | Munich            | Jugoplastika Split (1)                               | Maccabi Tel Aviv                                     | 75-69                                                | -         | -         | -         | -         |
| 1990                                                                  | Saragosse         | Jugoplastika Split (2)                               | FC Barcelone                                         | 72-67                                                | -         | -         | -         | -         |
| Ligue des champions d’Europe                                          |                   |                                                      |                                                      |                                                      |           |           |           |           |
| 1991                                                                  | Paris             | Pop 84 Split (3)                                     | FC Barcelone                                         | 70-65                                                | -         | -         | -         | -         |
| 1992                                                                  | İstanbul          | Partizan Belgrade (1)                                | Joventut de Badalone                                 | 71-70                                                | -         | -         | -         | -         |
| 1993                                                                  | Le Pirée          | CSP Limoges (1)                                      | Benetton Trévise                                     | 59-55                                                | -         | -         | -         | -         |
| 1994                                                                  | Tel Aviv          | Joventut de Badalone (1)                             | Olympiakós Le Pirée                                  | 59-57                                                | -         | -         | -         | -         |
| 1995                                                                  | Saragosse         | Real Madrid (8)                                      | Olympiakós Le Pirée                                  | 73-61                                                | -         | -         | -         | -         |
| 1996                                                                  | Paris             | Panathinaïkós Athènes (1)                            | FC Barcelone                                         | 67-66                                                | -         | -         | -         | -         |
| Euroligue                                                             |                   |                                                      |                                                      |                                                      |           |           |           |           |
| 1997                                                                  | Rome              | Olympiakós Le Pirée (1)                              | FC Barcelone                                         | 73-58                                                | -         | -         | -         | -         |
| 1998                                                                  | Barcelone         | Kinder Bologne (1)                                   | AEK Athènes                                          | 58-44                                                | -         | -         | -         | -         |
| 1999                                                                  | Munich            | Žalgiris Kaunas (1)                                  | Kinder Bologne                                       | 82-74                                                | -         | -         | -         | -         |
| 2000                                                                  | Thessalonique     | Panathinaïkós Athènes (2)                            | Maccabi Tel Aviv                                     | 73-67                                                | -         | -         | -         | -         |
| Euroligue (ULEB) et Suproligue (FIBA Europe)                          |                   |                                                      |                                                      |                                                      |           |           |           |           |
| 2001                                                                  | Paris             | Maccabi Tel Aviv (3)                                 | Panathinaïkós Athènes                                | 81-67                                                | -         | -         | -         | -         |
| 2001                                                                  |                   | Kinder Bologne (2)                                   | Tau Vitoria                                          | *68-85                                               | *94-73    | 80-*60    | 79-*96    | *82-74    |
| ULEB Euroligue                                                        |                   |                                                      |                                                      |                                                      |           |           |           |           |
| 2002                                                                  | Bologne           | Panathinaïkós Athènes (3)                            | Kinder Bologne                                       | 89-83                                                |           |           |           |           |
| 2003                                                                  | Barcelone         | FC Barcelone (1)                                     | Benetton Trévise                                     | 76-65                                                |           |           |           |           |
| 2004                                                                  | Tel Aviv          | Maccabi Tel Aviv (4)                                 | Skipper Bologne                                      | 118-74                                               |           |           |           |           |
| 2005                                                                  | Moscou            | Maccabi Tel Aviv (5)                                 | Tau Vitoria                                          | 90-78                                                |           |           |           |           |
| 2006                                                                  | Prague            | CSKA Moscou (5)                                      | Maccabi Tel Aviv                                     | 73-69                                                |           |           |           |           |
| 2007                                                                  | Athènes           | Panathinaïkós Athènes (4)                            | CSKA Moscou                                          | 93-91                                                |           |           |           |           |
| 2008                                                                  | Madrid            | CSKA Moscou (6)                                      | Maccabi Tel Aviv                                     | 91-77                                                |           |           |           |           |
| 2009                                                                  | Berlin            | Panathinaïkós Athènes (5)                            | CSKA Moscou                                          | 73-71                                                |           |           |           |           |
| 2010                                                                  | Paris             | FC Barcelone (2)                                     | Olympiakós Le Pirée                                  | 86-68                                                |           |           |           |           |
| 2011                                                                  | Barcelone         | Panathinaïkós Athènes (6)                            | Maccabi Tel Aviv                                     | 78-70                                                |           |           |           |           |
| 2012                                                                  | Istanbul          | Olympiakós Le Pirée (2)                              | CSKA Moscou                                          | 62-61                                                |           |           |           |           |
| 2013                                                                  | Londres           | Olympiakós Le Pirée (3)                              | Real Madrid                                          | 100-88                                               |           |           |           |           |
| 2014                                                                  | Milan             | Maccabi Tel Aviv (6)                                 | Real Madrid                                          | 98-86ap                                              |           |           |           |           |
| 2015                                                                  | Madrid            | Real Madrid (9)                                      | Olympiakós Le Pirée                                  | 78-59                                                |           |           |           |           |
| 2016                                                                  | Berlin            | CSKA Moscou (7)                                      | Fenerbahçe                                           | 101-96ap                                             |           |           |           |           |
| 2017                                                                  | Istanbul          | Fenerbahçe (1)                                       | Olympiakós Le Pirée                                  | 80-64                                                |           |           |           |           |
| 2018                                                                  | Belgrade          | Real Madrid (10)                                     | Fenerbahçe                                           | 85-80                                                |           |           |           |           |
| 2019                                                                  | Vitoria-Gasteiz   | CSKA Moscou (8)                                      | Anadolu Efes Istanbul                                | 91-83                                                |           |           |           |           |
| 2020                                                                  | Cologne           | Édition annulée en raison de la pandémie de Covid-19 | Édition annulée en raison de la pandémie de Covid-19 | Édition annulée en raison de la pandémie de Covid-19 |           |           |           |           |
| 2021                                                                  | Cologne           | Anadolu Efes Istanbul (1)                            | FC Barcelone                                         | 86-81                                                |           |           |           |           |
| 2022                                                                  | Belgrade          | Anadolu Efes Istanbul (2)                            | Real Madrid                                          | 58-57                                                |           |           |           |           |
| 2023                                                                  | Kaunas            | Real Madrid (11)                                     | Olympiakós Le Pirée                                  | 79-78                                                |           |           |           |           |
| 2024                                                                  | Berlin            | Panathinaïkós Athènes (7)                            | Real Madrid                                          | 95-80                                                |           |           |           |           |
| 2025                                                                  | Abu Dabi          | Fenerbahçe (2)                                       | AS Monaco                                            | 81-70                                                |           |           |           |           |

Lors des finales à plusieurs manches, le signe * précède le score de l’équipe jouant à domicile.

## Bilan

### Bilan par club
| Rang | Équipe                | Titres | Finales perdues | Années des victoires                                             |
| ---- | --------------------- | ------ | --------------- | ---------------------------------------------------------------- |
| 1    | Real Madrid           | 11     | 10              | 1964, 1965, 1967, 1968, 1974, 1978, 1980, 1995, 2015, 2018, 2023 |
| 2    | CSKA Moscou           | 8      | 6               | 1961, 1963, 1969, 1971, 2006, 2008, 2016, 2019                   |
| 3    | Panathinaïkós Athènes | 7      | 1               | 1996, 2000, 2002, 2007, 2009, 2011, 2024                         |
| 4    | Maccabi Tel Aviv      | 6      | 9               | 1977, 1981, 2001, 2004, 2005, 2014                               |
| 5    | Pallacanestro Varese  | 5      | 5               | 1970, 1972, 1973, 1975, 1976                                     |
| 6    | Olympiakós Le Pirée   | 3      | 6               | 1997, 2012, 2013                                                 |
| 7    | Olimpia Milan         | 3      | 2               | 1966, 1987, 1988                                                 |
| 8    | KK Split              | 3      | 1               | 1989, 1990, 1991                                                 |
| 8    | ASK Riga              | 3      | 1               | 1958, 1959, 1960                                                 |
| 10   | FC Barcelone          | 2      | 6               | 2003, 2010                                                       |
| 11   | Virtus Bologne        | 2      | 3               | 1998, 2001                                                       |
| 12   | Fenerbahçe            | 2      | 2               | 2017, 2025                                                       |
| 13   | Anadolu Efes Istanbul | 2      | 1               | 2021, 2022                                                       |
| 14   | Cibona Zagreb         | 2      | 0               | 1985, 1986                                                       |
| 14   | Pallacanestro Cantù   | 2      | 0               | 1982, 1983                                                       |
| 16   | Žalgiris Kaunas       | 1      | 1               | 1999                                                             |
| 16   | Joventut Badalona     | 1      | 1               | 1994                                                             |
| 16   | Dinamo Tbilissi       | 1      | 1               | 1962                                                             |
| 19   | CSP Limoges           | 1      | 0               | 1993                                                             |
| 19   | Partizan Belgrade     | 1      | 0               | 1992                                                             |
| 19   | Virtus Rome           | 1      | 0               | 1984                                                             |
| 19   | Bosna Sarajevo        | 1      | 0               | 1979                                                             |
| 23   | Academic Sofia        | 0      | 2               |                                                                  |
| 23   | BC ŽS Brno            | 0      | 2               |                                                                  |
| 23   | Benetton Trévise      | 0      | 2               |                                                                  |
| 23   | Tau Vitoria           | 0      | 2               |                                                                  |
| 27   | Slavia Prague         | 0      | 1               |                                                                  |
| 27   | AEK Athènes           | 0      | 1               |                                                                  |
| 27   | Fortitudo Bologne     | 0      | 1               |                                                                  |
| 27   | AS Monaco             | 0      | 1               |                                                                  |

### Bilan par pays
| Rang | Pays               | Titres | Finales perdues |
| ---- | ------------------ | ------ | --------------- |
| 1    | Espagne            | 14     | 19              |
| 2    | Italie             | 13     | 13              |
| 3    | Grèce              | 10     | 8               |
| 4    | Russie             | 8      | 6               |
| 5    | Israël             | 6      | 9               |
| 6    | Croatie            | 5      | 1               |
| 7    | Turquie            | 4      | 3               |
| 8    | Lettonie           | 3      | 1               |
| 9    | Lituanie           | 1      | 1               |
| 9    | Géorgie            | 1      | 1               |
| 9    | France             | 1      | 1               |
| 11   | Bosnie-Herzégovine | 1      | 0               |
| 11   | Serbie             | 1      | 0               |
| 14   | Tchéquie           | 0      | 3               |
| 15   | Bulgarie           | 0      | 2               |

### Statistiques
- Plus grand nombre de victoires en finale : 11  Real Madrid
- Plus grand nombre de titres consécutifs : 3 / ASK Riga de 1958 à 1960 et / Jugoplastika Split de 1989 à 1991
- Plus grand nombre de participations à une finale : 21  Real Madrid
- Plus grand nombre de finales consécutives (gagnées et perdues) : 10  Pallacanestro Varese de 1970 à 1979
- Nombre de finales opposant deux équipes du même pays : 1  Ford Cantù -  Olimpia Milan en 1983

### Bilans par entraîneur
- 9 victoires :
  - Željko Obradović (1992, 1994, 1995, 2000, 2002, 2007, 2009, 2011, 2017)
- 4 victoires :
  - Božidar Maljković (1989, 1990, 1993, 1996)
  - Aleksandr Gomelsky (1958, 1959, 1960 et 1971)
  - Pedro Ferrándiz (1965, 1967, 1968 et 1974)
  - Ettore Messina (1998, 2001[22], 2006 et 2008)
- 3 victoires :
  - Aleksandar Nikolić (1970, 1972, 1973)
  - Ergin Ataman (2021, 2022, 2024)
- 2 victoires :
  - Dušan Ivković (1997, 2012)
  - Pablo Laso (2015, 2018)
  - Dimítris Itoúdis (2016, 2019)

## Récompenses individuelles
Un certain nombre de récompenses individuelles sont décernées. Des titres de MVP de la semaine et du mois sont attribués au cours de la saison. Le meilleur joueur de la saison et le MVP du Final Four sont désignés en fin de saison. D'autres trophées existent, comme le trophée Alphonso-Ford ou le trophée Aleksandr-Gomelsky.

### MVP de l’Euroligue
Le trophée de MVP de l'Euroligue (All-Euroleague MVP) est attribué au joueur ayant réalisé les meilleures performances au cours de la saison régulière, du Top 16 et des playoffs. Il est attribué depuis la saison 2004-2005.
| Saison | Joueur               | Club                  |
| 2005   | Anthony Parker       | Maccabi Tel Aviv      |
| 2006   | Anthony Parker       | Maccabi Tel Aviv      |
| 2007   | Theódoros Papaloukás | CSKA Moscou           |
| 2008   | Ramūnas Šiškauskas   | CSKA Moscou           |
| 2009   | Juan Carlos Navarro  | FC Barcelone          |
| 2010   | Miloš Teodosić       | Olympiakós Le Pirée   |
| 2011   | Dimítris Diamantídis | Panathinaïkos         |
| 2012   | Andreï Kirilenko     | CSKA Moscou           |
| 2013   | Vassílis Spanoúlis   | Olympiakós Le Pirée   |
| 2014   | Sergio Rodríguez     | Real Madrid           |
| 2015   | Nemanja Bjelica      | Fenerbahçe            |
| 2016   | Nando de Colo        | CSKA Moscou           |
| 2017   | Sergio Llull         | Real Madrid           |
| 2018   | Luka Dončić          | Real Madrid           |
| 2019   | Jan Veselý           | Fenerbahçe            |
| 2021   | Vasilije Micić       | Anadolu Efes Istanbul |
| 2022   | Nikola Mirotić       | FC Barcelone          |
| 2023   | Aleksandar Vezenkov  | Olympiakós Le Pirée   |
| 2024   | Mike James           | AS Monaco             |
| 2025   | Kendrick Nunn        | Panathinaïkós Athènes |

### MVP de la saison régulière de l’Euroligue
Le trophée de MVP de la saison régulière de l'Euroligue (Euroleague Regular Season MVP) est attribué au joueur ayant réalisé les meilleures performances au cours de la saison régulière. Il est décerné pour la première fois lors de la saison 2000-2001 et pour la dernière fois lors de la saison 2003-2004. Il est remplacé par le trophée de MVP de l'Euroligue à compter de la saison 2004-2005.
| Année | Joueurs         | Club                                    |
| 2001  | Nate Huffman    | Maccabi Tel Aviv (Suproligue)           |
| 2001  | Dejan Tomašević | KK Budućnost Podgorica (Euroligue ULEB) |
| 2002  | Mirsad Türkcan  | CSKA Moscou                             |
| 2003  | Joseph Blair    | Ülker İstanbul                          |
| 2004  | Arvydas Sabonis | Žalgiris Kaunas                         |

### MVP du Top 16 de l’Euroligue
Le trophée de MVP du Top 16 de l'Euroligue (Euroleague Top 16 MVP) est attribué au joueur ayant réalisé les meilleures performances au cours du Top 16. Il est décerné pour la première fois lors de la saison 2001-2002 et pour la dernière fois lors de la saison 2003-2004. Il est remplacé par le trophée de MVP de l'Euroligue à compter de la saison 2004-2005.
| Année | Joueurs         | Club                  |
| 2002  | Dejan Bodiroga  | Panathinaïkós Athènes |
| 2003  | Mirsad Türkcan  | Montepaschi Sienne    |
| 2004  | Arvydas Sabonis | Žalgiris Kaunas       |

### MVP du Final Four de l’Euroligue
Depuis l'instauration du Final Four, le trophée de MVP du Final Four de l'Euroligue (Euroleague Final Four MVP) est attribué au meilleur joueur du Final Four.
Toni Kukoč est le seul joueur à avoir obtenu ce titre à trois reprises, deux avec le club de Split et une fois avec le club italien de Benetton Trévise. Ce dernier est obtenu malgré la défaite en finale face au club français du CSP Limoges.
Le Serbe Dejan Bodiroga a pour sa part obtenu deux titres consécutifs et avec deux clubs différents, d'abord sous les couleurs du Panathinaïkós puis avec le FC Barcelone.
| Année | Joueurs              | Club                               |
| 1988  | Bob McAdoo           | Tracer Milan                       |
| 1989  | Dino Rađa            | Jugoplastika Split                 |
| 1990  | Toni Kukoč           | Jugoplastika Split                 |
| 1991  | Toni Kukoč           | Pop 84 Split                       |
| 1992  | Predrag Danilović    | KK Partizan Belgrade               |
| 1993  | Toni Kukoč           | Benetton Trévise                   |
| 1994  | Žarko Paspalj        | Olympiakós Le Pirée                |
| 1995  | Arvydas Sabonis      | Real Madrid                        |
| 1996  | Dominique Wilkins    | Panathinaïkós Athènes              |
| 1997  | David Rivers         | Olympiakós Le Pirée                |
| 1998  | Zoran Savić          | Kinder Bologne                     |
| 1999  | Tyus Edney           | Žalgiris Kaunas                    |
| 2000  | Željko Rebrača       | Panathinaïkós Athènes              |
| 2001  | Ariel McDonald       | Maccabi Tel Aviv (FIBA Suproligue) |
| 2001  | Emanuel Ginóbili     | Kinder Bologne (ULEB Euroligue)    |
| 2002  | Dejan Bodiroga       | Panathinaïkós Athènes              |
| 2003  | Dejan Bodiroga       | FC Barcelone                       |
| 2004  | Anthony Parker       | Maccabi Tel Aviv                   |
| 2005  | Šarūnas Jasikevičius | Maccabi Tel Aviv                   |
| 2006  | Theódoros Papaloukás | CSKA Moscou                        |
| 2007  | Dimítris Diamantídis | Panathinaïkós Athènes              |
| 2008  | Trajan Langdon       | CSKA Moscou                        |
| 2009  | Vassílis Spanoúlis   | Panathinaïkós Athènes              |
| 2010  | Juan Carlos Navarro  | FC Barcelone                       |
| 2011  | Dimítris Diamantídis | Panathinaïkós Athènes              |
| 2012  | Vassílis Spanoúlis   | Olympiakós Le Pirée                |
| 2013  | Vassílis Spanoúlis   | Olympiakós Le Pirée                |
| 2014  | Tyrese Rice          | Maccabi Tel Aviv                   |
| 2015  | Andrés Nocioni       | Real Madrid                        |
| 2016  | Nando de Colo        | CSKA Moscou                        |
| 2017  | Ekpe Udoh            | Fenerbahçe Istanbul                |
| 2018  | Luka Dončić          | Real Madrid                        |
| 2019  | Will Clyburn         | CSKA Moscou                        |
| 2021  | Vasilije Micić       | Anadolu Efes Istanbul              |
| 2022  | Vasilije Micić       | Anadolu Efes Istanbul              |
| 2023  | Walter Tavares       | Real Madrid                        |
| 2024  | Kóstas Sloúkas       | Panathinaïkós Athènes              |
| 2025  | Nigel Hayes          | Fenerbahçe Istanbul                |

### Trophée Alphonso-Ford
Le trophée Alphonso-Ford récompense le meilleur marqueur par match de la saison d'Euroligue. Toutefois, pour obtenir le trophée, le joueur doit participer à au moins 50 % d'un total de matches défini ainsi : phase régulière, Top 16 et play-off.
Ce trophée porte ce nom en mémoire du joueur Alphonso Ford qui a été meilleur marqueur en 2001 et 2002 et qui est décédé d'une leucémie en 2004
.
| Année | Joueurs             | Club(s)                  |
| 2005  | Charles Smith       | Scavolini Pesaro         |
| 2006  | Drew Nicholas       | Benetton Trévise         |
| 2007  | Igor Rakočević      | Tau Vitoria              |
| 2008  | Marc Salyers        | Chorale Roanne Basket    |
| 2009  | Igor Rakočević      | Tau Vitoria              |
| 2010  | Linas Kleiza        | Olympiakós Le Pirée      |
| 2011  | Igor Rakočević      | Efes Pilsen              |
| 2012  | Bo McCalebb         | Montepaschi Siena        |
| 2013  | Bobby Brown         | Montepaschi Siena        |
| 2014  | Keith Langford      | Olimpia Milan            |
| 2015  | Taylor Rochestie    | BK Nijni Novgorod        |
| 2016  | Nando de Colo       | CSKA Moscou              |
| 2017  | Keith Langford      | UNICS Kazan              |
| 2018  | Alexey Shved        | BC Khimki Moscou Région  |
| 2019  | Mike James          | Olimpia Milan            |
| 2021  | Alexey Shved        | BC Khimki Moscou Région  |
| 2022  | Vasilije Micić      | Anadolu Efes Istanbul    |
| 2023  | Aleksandar Vezenkov | Olympiakós Le Pirée      |
| 2024  | Markus Howard       | Baskonia Vitoria-Gasteiz |
| 2025  | Kendrick Nunn       | Panathinaïkós Athènes    |

### Meilleur défenseur de l’Euroligue
Le trophée de meilleur défenseur de l'Euroligue (Euroleague Best Defender) est attribué au joueur ayant réussi les meilleures performances défensives au cours de la saison, jusqu'au Final Four. Il est décerné depuis la saison 2004-2005.
| Année | Joueurs              | Club(s)                  |
| 2005  | Dimítris Diamantídis | Panathinaïkós Athènes    |
| 2006  | Dimítris Diamantídis | Panathinaïkós Athènes    |
| 2007  | Dimítris Diamantídis | Panathinaïkós Athènes    |
| 2008  | Dimítris Diamantídis | Panathinaïkós Athènes    |
| 2009  | Dimítris Diamantídis | Panathinaïkós Athènes    |
| 2010  | Viktor Khryapa       | CSKA Moscou              |
| 2011  | Dimítris Diamantídis | Panathinaïkós Athènes    |
| 2012  | Andreï Kirilenko     | CSKA Moscou              |
| 2013  | Stéphane Lasme       | Panathinaïkós Athènes    |
| 2014  | Bryant Dunston       | Olympiakós Le Pirée      |
| 2015  | Bryant Dunston       | Olympiakós Le Pirée      |
| 2016  | Kyle Hines           | CSKA Moscou              |
| 2017  | Ádám Hanga           | Saski Baskonia           |
| 2018  | Kyle Hines           | CSKA Moscou              |
| 2019  | Walter Tavares       | Real Madrid              |
| 2021  | Walter Tavares       | Real Madrid              |
| 2022  | Kyle Hines           | AX Armani Exchange Milan |
| 2023  | Walter Tavares       | Real Madrid              |
| 2024  | Thomas Walkup        | Olympiakós Le Pirée      |
| 2025  | Nick Weiler-Babb     | Bayern Munich            |

### Meilleur entraîneur de l'Euroligue
Le trophée de meilleur entraîneur de l'année (EuroLeague Coach of the Year) est attribué par les entraîneurs eux-mêmes. Il est décerné depuis la saison 2004-2005. Il porte le nom de « trophée Alexander Gomelsky ».
| Année | Joueurs              | Club(s)                   |
| 2005  | Pini Gershon         | Maccabi Tel Aviv          |
| 2006  | Ettore Messina       | CSKA Moscou               |
| 2007  | Željko Obradović     | Panathinaïkós Athènes     |
| 2008  | Ettore Messina       | CSKA Moscou               |
| 2009  | Duško Vujošević      | Partizan Belgrade         |
| 2010  | Xavi Pascual         | FC Barcelone              |
| 2011  | Željko Obradović     | Panathinaïkós Athènes     |
| 2012  | Dušan Ivković        | Olympiakós Le Pirée       |
| 2013  | Georgios Bartzokas   | Olympiakós Le Pirée       |
| 2014  | David Blatt          | Maccabi Tel Aviv          |
| 2015  | Pablo Laso           | Real Madrid               |
| 2016  | Dimítris Itoúdis     | CSKA Moscou               |
| 2017  | Željko Obradović     | Fenerbahçe Ülker Istanbul |
| 2018  | Pablo Laso           | Real Madrid               |
| 2019  | Dimítris Itoúdis     | CSKA Moscou               |
| 2021  | Ergin Ataman         | Anadolu Efes Istanbul     |
| 2022  | Georgios Bartzokas   | Olympiakós Le Pirée       |
| 2023  | Georgios Bartzokas   | Olympiakós Le Pirée       |
| 2024  | Chus Mateo           | Real Madrid               |
| 2025  | Šarūnas Jasikevičius | Fenerbahçe Istanbul       |

### Meilleur espoir de l’Euroligue
Le trophée de meilleur espoir de l'Euroligue (Euroleague Rising Star) est attribué au meilleur joueur de 22 ans et moins. Il est décerné depuis la saison 2004-2005.
| Année | Joueurs             | Club(s)                |
| 2005  | Erazem Lorbek       | Climamio Bologne       |
| 2006  | Andrea Bargnani     | Benetton Trévise       |
| 2007  | Rudy Fernández      | Joventut Badalona      |
| 2008  | Danilo Gallinari    | Olimpia Milan          |
| 2009  | Novica Veličković   | KK Partizan Belgrade   |
| 2010  | Ricky Rubio         | FC Barcelone           |
| 2011  | Nikola Mirotić      | Real Madrid            |
| 2012  | Nikola Mirotić      | Real Madrid            |
| 2013  | Kóstas Papanikoláou | Olympiakós Le Pirée    |
| 2014  | Bogdan Bogdanović   | KK Partizan Belgrade   |
| 2015  | Bogdan Bogdanović   | Fenerbahçe Ülker       |
| 2016  | Álex Abrines        | FC Barcelone           |
| 2017  | Luka Dončić         | Real Madrid            |
| 2018  | Luka Dončić         | Real Madrid            |
| 2019  | Goga Bitadze        | KK Budućnost Podgorica |
| 2021  | Usman Garuba        | Real Madrid            |
| 2022  | Rokas Jokubaitis    | FC Barcelone           |
| 2023  | Yam Madar           | KK Partizan Belgrade   |
| 2024  | Gabriele Procida    | ALBA Berlin            |
| 2025  | Nadir Hifi          | Paris Basketball       |

## Identité visuelle

### Logo

Logo depuis 2019